# Краснов, Иван Тарасович
Ива́н Тара́сович Красно́в (1911—1952) — лейтенант Рабоче-крестьянской Красной Армии, участник Великой Отечественной войны, Герой Советского Союза (1945).

## Биография
Иван Краснов родился 29. 08.1911 года в селе Большая Глушица (ныне — Самарская область). После окончания начальной школы работал в хозяйстве отца. В 30-е годы был "раскулачен" и сослан с молодой женой. Ольгой, и грудным ребёнком В Казахстан, где жена и ребёнок погибли, а сам Иван Тарасович - бежал от нечеловеческих условий.   1941 год Краснов добровольцем вступил в Рабоче-крестьянскую Красную Армию. С 1942 года — на фронтах Великой Отечественной войны. В 1943 году Краснов окончил курсы младших лейтенантов. К июню 1944 года гвардии лейтенант Иван Краснов командовал ротой 45-го гвардейского стрелкового полка 17-й гвардейской стрелковой дивизии 39-й армии 3-го Белорусского фронта. Отличился во время освобождения Витебской области Белорусской ССР.
24 июня 1944 года рота Краснова успешно перерезала шоссе Витебск-Лепель и освободила деревню Симаки Витебского района, после чего вышла к Западной Двине. 25-26 июня 1944 года рота успешно отразила около 10 контратак противника, уничтожив около 100 солдат и офицеров противника, а также большое количество боевой техники.
Указом Президиума Верховного Совета СССР от 24 марта 1945 года лейтенант Иван Краснов был удостоен высокого звания Героя Советского Союза с вручением ордена Ленина и медали «Золотая Звезда».Вручение Заезды героя Ивану Краснову осуществлял Всероссийский староста М. И. Калинин, во время  чего произошёл следующий инцидент: «Знали бы  Вы, Михаил Иванович, что эту высокую награду Вы  вручаете  беглому кулаку!» Михаил Иванович, немного смутился,  однако сразу нашёлся с ответом: «Ну, что же, Вы  своей  кровью  искупили вину!» 
13.06.1941 года Иван Тарасович женился второй раз. Вторую жену его звали Татьяной: очень мягкая, скромная и тихая женщина,её семья тоже была раскулачена и сослана в Казань, где они и познакомились. В июне 1942 г. у них родился первый сын Николай. В 1948 г. второй сын Александр, в 1950 г. дочь Галина. Семья до сих пор проживает в г. Самара. 
В 1944 году Краснов был уволен в запас. Вернулся на родину. Скоропостижно скончался 8 августа 1952 года, похоронен на Городском кладбище Самары.
Был также награждён орденом Красной Звезды и рядом медалей.
В честь Краснова названа улица в Большой Глушице, а так же имя Героя Советского Союза с 2019года носит Большеглушицкая школа № 2.